# Katedra w Altenbergu
Katedra w Altenbergu (niem. Altenberger Dom) lub katedra Bergu (niem. Bergischer Dom), właściwie kościół Wniebowzięcia Najświętszej Marii Panny – kościół na terenie obecnej miejscowości Altenberg w Niemczech, w kraju związkowym Nadrenia Północna-Westfalia. Został zbudowany w stylu gotyckim w XIII–XIV w. Do 1803 stanowił kościół klasztorny w opactwie cystersów Altenberg. Po sekularyzacji klasztoru kościół został częściowo zniszczony. Odnowiono go w połowie XIX w. i pełni funkcje parafialne dla lokalnych wspólnot katolickiej i protestanckiej, będąc kościołem symultanicznym. Mimo określenia „katedra” nigdy nie był kościołem biskupim.

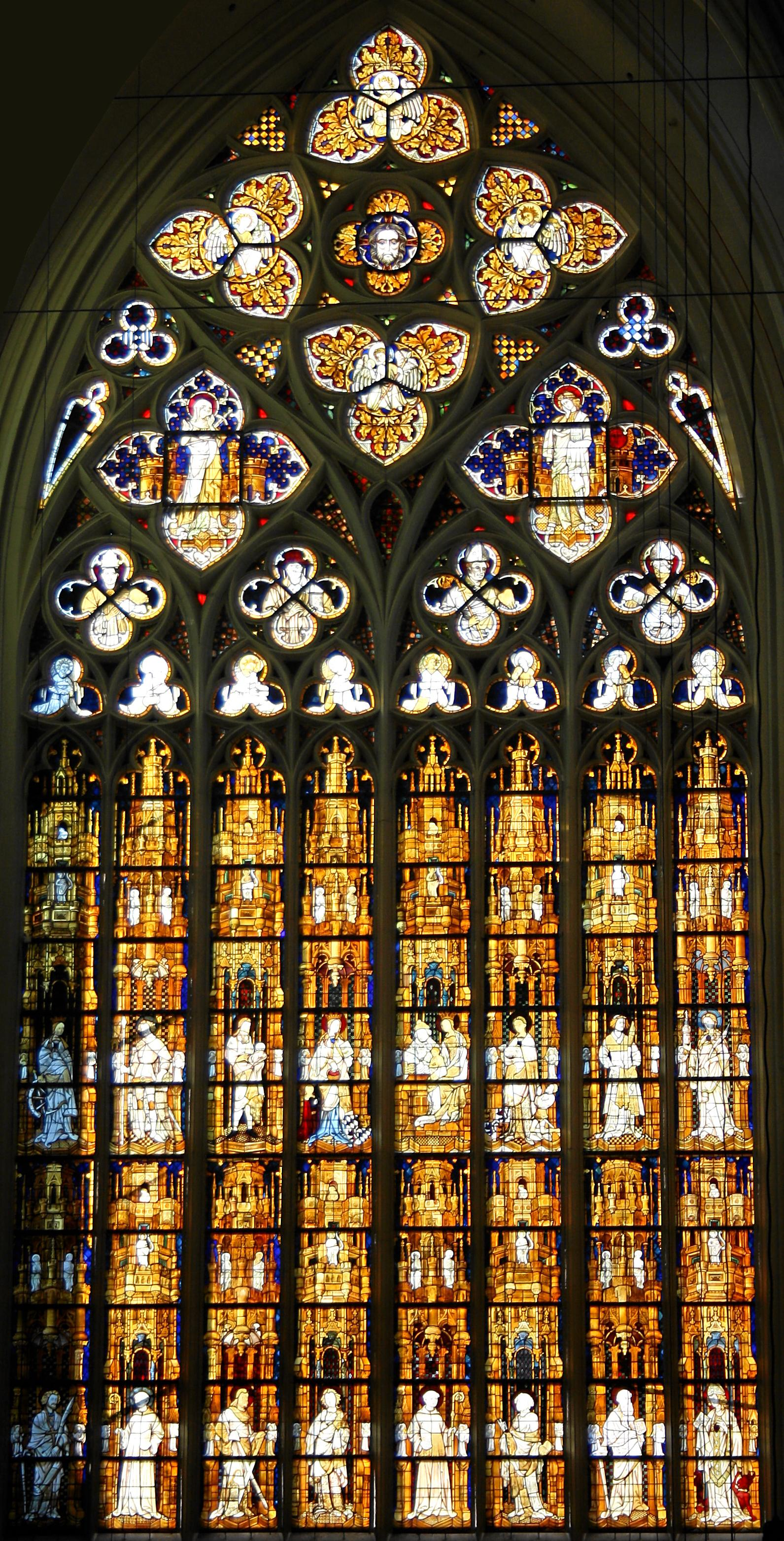
Okno w zachodniej fasadzie kościoła

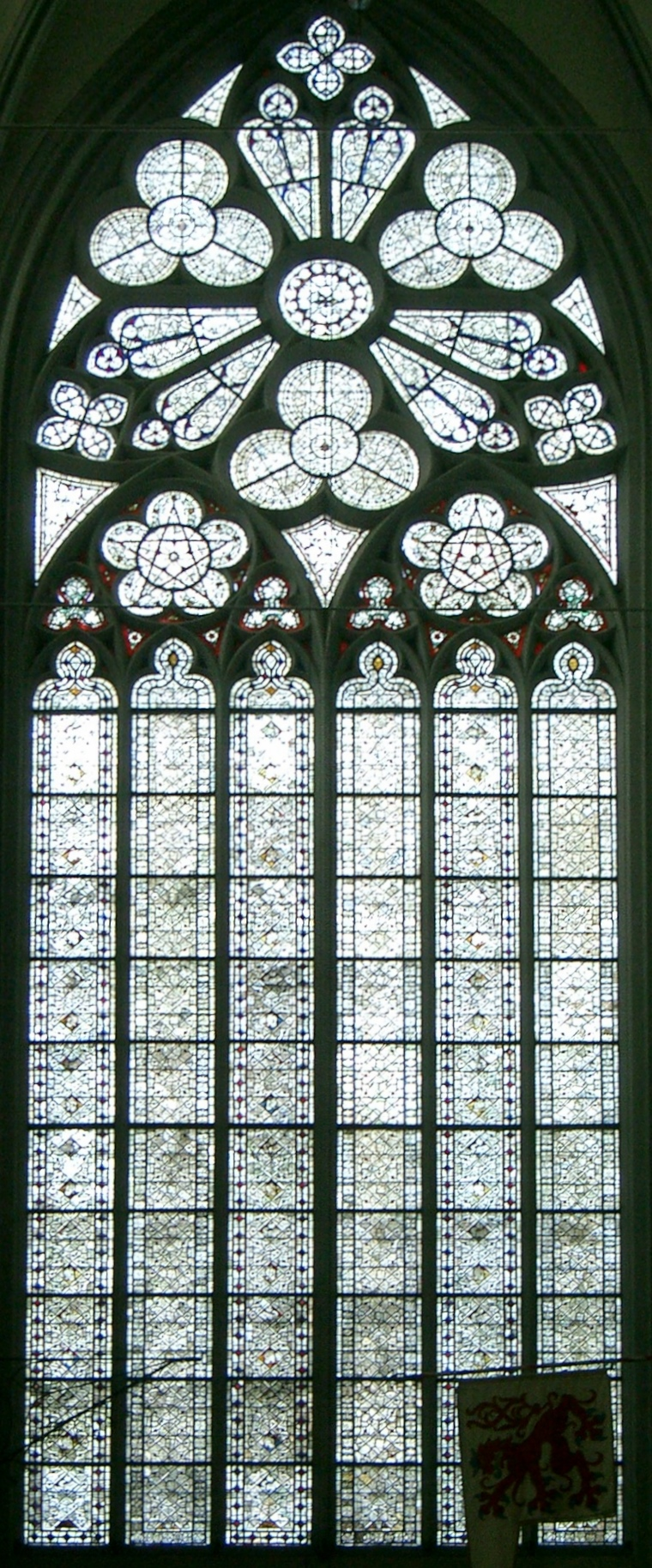
Okno w północnym ramieniu transeptu

## Historia
Pierwszy kościół w opactwie Altenberg, założonym przez cystersów dzięki fundacji hrabiego Bergu Adolfa II w pierwszej połowie XI w., miał formę romańskiej, trzynawowej bazyliki. Cystersi przybyli do Altenbergu w 1133, prezbiterium poświęcono w 1145, a korpus nawowy ukończono w 1160. Ten kościół prawdopodobnie uległ zniszczeniu i w 1259 rozpoczęto budowę obecnego, gotyckiego kościoła. Nowa świątynia została poświęcona w 1379. Klasztor cieszył się opieką hrabiów, a następnie książąt Bergu, a kościół stanowił nekropolię tego rodu książęcego.
Cystersi przebywali tutaj do 1803, kiedy klasztor został zsekularyzowany. W 1806 kupił go kupiec koloński Johann Heinrich Pleunissen, który pozwolił sprawować w kościele nabożeństwa. Jednak wskutek eksplozji w założonym w budynkach klasztornych zakładzie produkcji błękitu pruskiego, do której doszło w nocy z 6 na 7 listopada 1815, pożar strawił dach kościoła. Od tego momentu kościół niszczał.
W 1834 Franz-Egon von Fürstenberg-Stammheim w celu ratowania budynków przekazał kupioną wcześniej nieruchomość państwu pruskiemu. Król pruski Fryderyk Wilhelm III przekazał znaczną sumę na restaurację kościoła. Kościół na nowo poświęcono w 1847. Od 1857 służy, zgodnie z warunkiem postawionym przez fundatora restauracji, zarówno katolikom, jak i protestantom. W 1915 powołano w Altenbergu parafię katolicką, a w 1950 ewangelicką.

## Opis
Kościół zbudowano na planie bazyliki, z trójnawowym korpusem, transeptem i prezbiterium otoczonym ambitem, do którego przylega siedem kaplic. Zbudowany w stylu gotyckim odznacza się prostotą charakterystyczną dla średniowiecznej architektury cystersów. Odznacza się przestronnością, jasnością i klarownymi proporcjami, posiada skromne dekoracje. Także zgodnie ze zwyczajami cystersów, nie posiada wieży, a jedynie sygnaturkę na przecięciu korpusu nawowego z transeptem.
Wyjątkową ozdobą kościoła są jego okna zdobione malowidłami na szkle. Prezbiterium otaczają utrzymane w tonacji szaro-srebrnej trzynastowieczne okna witrażowe o motywach geometrycznych. Z kolei przeciwległą fasadę zachodnią zdobi największe w Niemczech (18 m wysokości, 8 m szerokości) okno witrażowe przedstawiające niebiańską Jerozolimę. Wykorzystano tutaj malowidła na szkle utrzymane w tonacji złota. Umieszczono je tutaj ok. 1408. Niewiele mniejsze okno (19 m wysokości, 6 m szerokości), pochodzące sprzed 1300, znajduje się w północnym transepcie – tu w odcieniach szarości przedstawiono motywy kwiatowe. Część pozostałego wyposażenia kościoła także pochodzi ze średniowiecza (m.in. stalle z przełomu XIII i XIV w.).
W kaplicach otaczających prezbiterium znajdują się groby tutejszych opatów, natomiast w północnym ramieniu transeptu znajdują się groby kolejnych hrabiów, a następnie książąt Bergu – pierwszym pochowanym tutaj członkiem dynastii był fundator klasztoru Adolf II. W jednej z kaplic umieszczono także relikwiarz z sercem zamordowanego w 1225, pochodzącego z rodziny hrabiów Bergu i uznanego za świętego arcybiskupa Kolonii Engelberta.